# Modèle Herrmann
 (janvier 2015).
Si vous disposez d'ouvrages ou d'articles de référence ou si vous connaissez des sites web de qualité traitant du thème abordé ici, merci de compléter l'article en donnant les références utiles à sa vérifiabilité et en les liant à la section « Notes et références ».

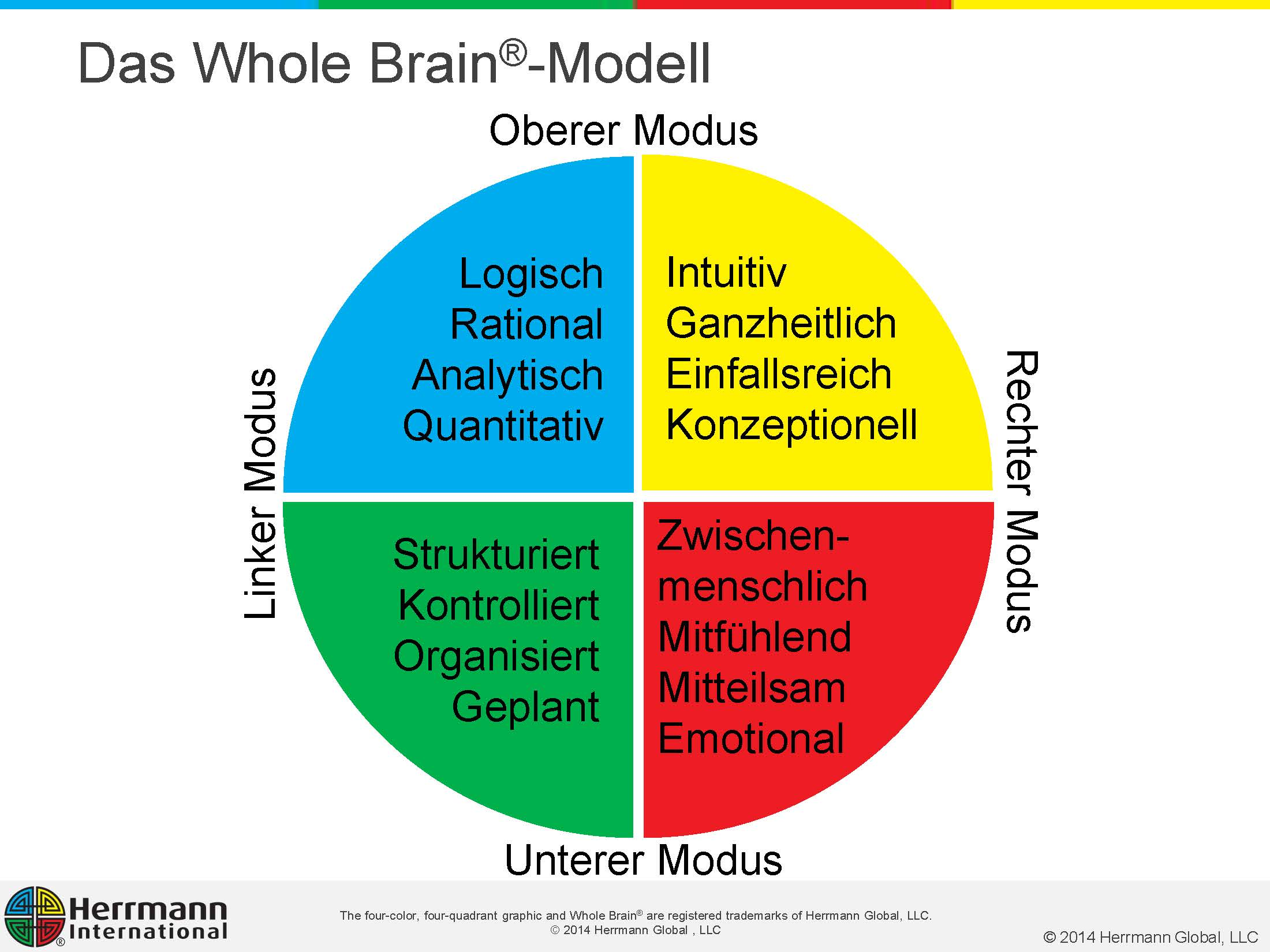
Le modèle d'Herrmann

Le modèle Herrmann décrit la théorie des préférences individuelles développée par le manager américain Ned Herrmann (1922-1999).
Le test psychologique associé à la théorie, le Profil de préférences cérébrales Herrmann (en anglais : Herrmann Brain Dominance Instrument, HBDI) vise à identifier les modes préférentiels de traitement de l'information des individus.
HBDI est une marque déposée (INPI 21 mars 2003) utilisé en management pour établir des profils individuels et des profils d'équipes.

## Histoire de la mise en place du modèle
Ned Herrmann (1922-1999), responsable formation à la General Electric, s'est intéressé à la question de savoir pourquoi il était à la fois créatif, (attiré par les arts) et scientifique (physicien). Il s'est intéressé aux travaux de Roger Wolcott Sperry, prix Nobel de Médecine pour des recherches sur les hémisphères cérébraux en 1981. Il s'est inspiré des études du neurobiologiste Paul D. MacLean, qui a élaboré la théorie du cerveau triunique : le cerveau reptilien, le système limbique et le néocortex, dit aussi système cortical, témoin de l'évolution humaine.

## Théorie

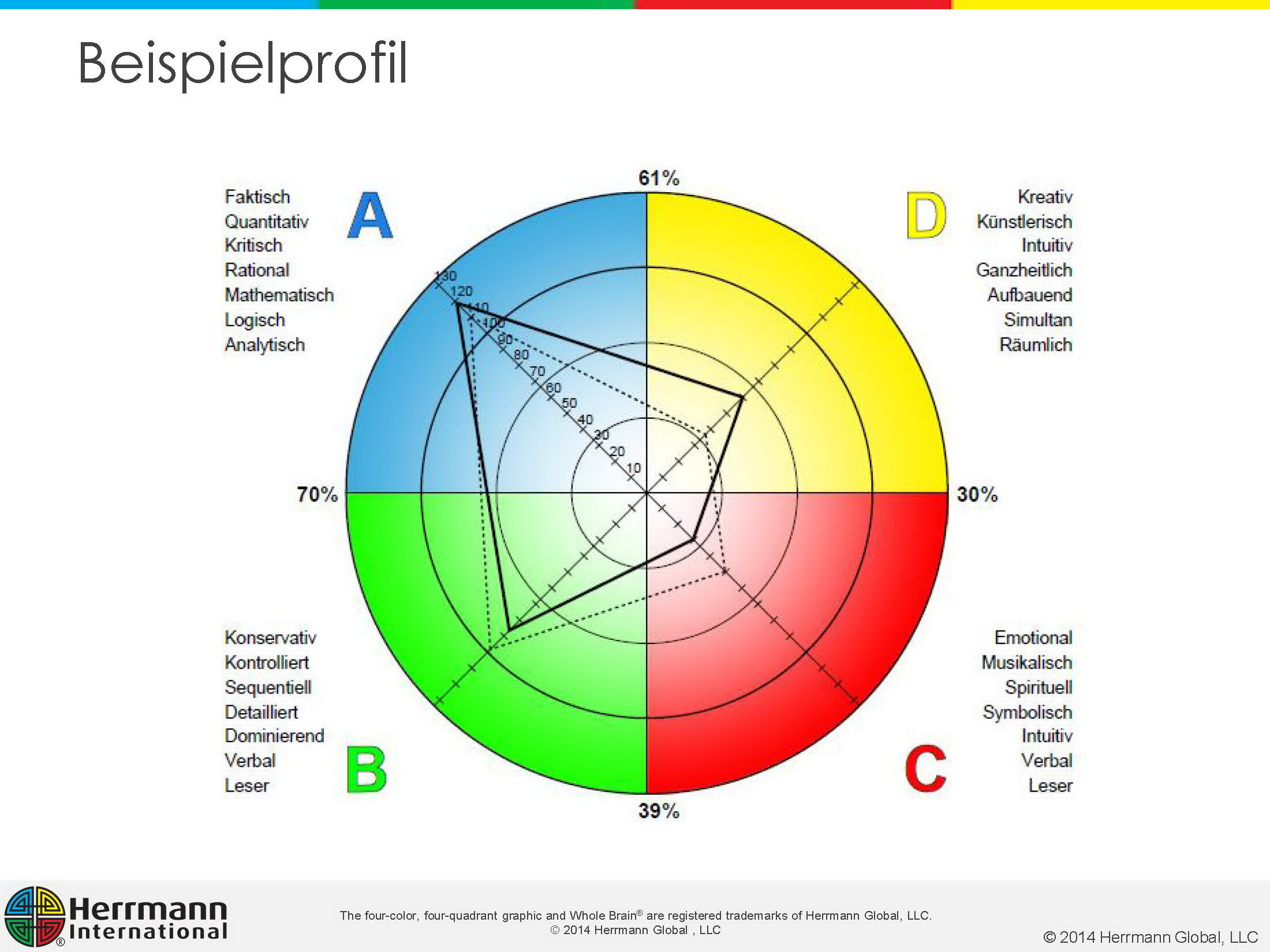
Un profil. Ici, celui d'un manager stratégique

Ce modèle appelé « Modèle Herrmann » représente sous la forme d'un cercle divisé en quadrants, quatre grandes familles de modes de traitement de l'information :
- mode dit « gauche » (associé à l'hémisphère gauche du cerveau) : raison et méthode
- mode dit « droit » (associé à l'hémisphère droit du cerveau) : sentiment et imagination

### Côté rationnel
Mode de pensée analytique - couleur bleue (Méthode - Comment ?)
- Mots clés : logique, factuel, critique, technique et quantitatif.
- Points de force : compile les faits, analyse, argumente rationnellement, formule des théories, mesure précisément, résout les problèmes logiquement, raisonne, comprend les éléments techniques, analyse critique, travaille à partir de chiffres, de statistiques, est précis.

Mode de pensée séquentiel - couleur verte (Action - Quoi ?)
- Mots clés : prudent, structuré, organisé, détaillé et planifié.
- Points de force : remarque les défauts, approche les problèmes pratiquement, va jusqu'au bout des choses, développe des plans détaillés et des procédures, envisage les problèmes sous l'angle du planning (délais).

### Côté intuitif
Mode de pensée créatif - couleur jaune (Vision - Pour quoi ?)
- Mots clés : holistique, intuitif, intégratif, synthétique et conceptuel.
- Points de force : lit les signes du changement, voit les choses globalement, reconnaît les nouvelles possibilités, tolère l’ambiguïté, intègre les idées et les concepts, défie les règles établies, synthétise les éléments divers en un nouveau tout, invente des solutions nouvelles, résout les problèmes de manière intuitive, intègre simultanément différentes données.

Mode de pensée interpersonnel - couleur rouge (Humain - Qui ?)
- Mots clés : interpersonnel, émotionnel, spirituel, sensible, kinesthésique.
- Points de force : comprend les difficultés relationnelles, comprend intuitivement et anticipe le ressenti des autres, perçoit des signes de communication non verbale (comme le stress), engendre la confiance, persuade, concilie, enseigne, partage, comprend les éléments émotionnels, prend en compte les valeurs.

### Managers et leaders
- A et B : Manager
- C et D : Leader

## Développement d'outils d'évaluation du modèle
Ned Herrmann a développé un inventaire de préférences : l'Herrmann Brain Dominance Instrument (HBDI), comportant 120 items, qui fournissent une image des modes de traitement préférentiels utilisés par une personne en fonctionnement « habituel » et en fonctionnement « sous tension ».
Selon Herrman, toute personne utilise ces quatre aspects. Ce sont les articulations entre ceux-ci et les niveaux de préférence qui permettent de décrire des « familles » de profils. C'est la confrontation avec des personnes qui les utilisent différemment qui va souvent être le déclencheur de l'intérêt de faire établir des profils individuels (mauvaise entente ou conflit entre deux collaborateurs stratégiques, besoin d'amélioration des relations-clients, objectifs d'amélioration des performances d'un service commercial).[réf. nécessaire]
Les méthodes Herrmann, visent, selon lui, à développer chez les personnes, par la connaissance des préférences mentales, une meilleure connaissance de leur propre fonctionnement et une meilleure compréhension de fonctionnements différents. Elle s'appuie sur les points forts et les ancrages de préférences en situation tendue, permet un développement réel (et mesurable), conduit à une plus grande créativité, dans les domaines de la stratégie, la formation, le marketing ou encore le management et notamment le lean management.

## Applications

### En ressources humaines
Les méthodes développées par Herrmann sont utilisées par les spécialistes des ressources humaines pour le « développement des compétences » des personnes dans un grand nombre de pays[réf. nécessaire].

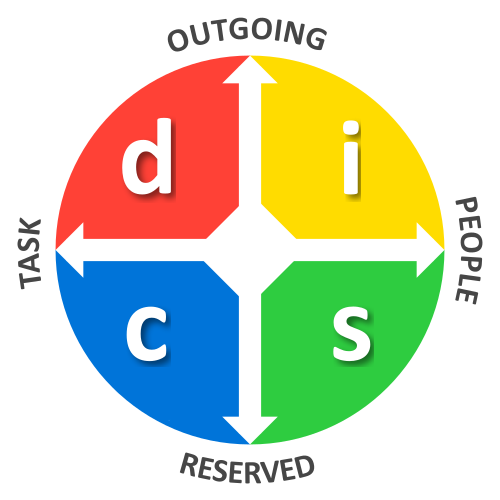
En permutant les cases de gauche, on obtient un schéma DISC « Directif / Influent / Stable / Consciencieux ».

- introduite en France par Lionel Vuillemin (propriétaire du château de Germainvilliers), devenu en 1988 président de la société Herrmann, et Jean-Louis Lascoux, devenu en 1999 initiateur de la profession de médiateur, avec un dossier reportage réalisé en 1986 par la journaliste Brigitte Dyan pour la revue Actuel sur le questionnaire Herrmann auquel une dizaine de personnalités politiques et artistiques avaient répondu.
- introduite en Belgique en 2003 par la société OneManagement.
- développée en Europe sous licence exclusive par Herrmann International Europe.

### Méthodes dérivées
Une méthode dérivée (illustrée ci-contre) permute les cases de gauche pour faire ressortir, outre l'axe horizontal Rationnel / Intuitif (respectivement orienté tâches ou besoins), un axe vertical Intervenant / Réservé ou Global / Détails. On note aussi un échange entre les conventions de couleur des secteurs D et S, permettant d'évoquer un tempérament potentiellement plus sanguin chez les personnes directives (D) ou plus délicat chez les personnes attachées aux relations interhumaines (S). Ainsi les profils ayant une vision globale sont associés à une couleur chaude et les plus attentifs aux détails sont représentés par des couleurs plus froides.

## Débats et controverses
La théorie développée par Ned Herrmann a été fortement critiquée par la communauté scientifique au même titre qu'un ensemble d'autres théories utilisées dans le monde du management pour distinguer des profils de personnes en fonction d'une dominance du cerveau gauche ou cerveau droit. L'auteur Terence Hines (en) nomme ce phénomène la « mythologie du cerveau gauche / cerveau droit » et défend que les preuves empiriques du modèle de Herrmann ne sont pas réunies.
L'application de techniques suggérant que le cerveau droit doit être stimulé pour améliorer les créativités, ont été reconnues comme un « neuromythe » dans un rapport de l'OCDE. Ces méthodes sont largement diffusées dans le monde de l'éducation malgré les mises en garde des spécialistes en neurosciences,. Certes, l'asymétrie cérébrale est établie par les neurosciences, mais cela ne signifie pas que des individus ont une dominance d'un hémisphère sur un autre.